# Pontarion
Pontarion là một xã thuộc tỉnh Creuse trong vùng Nouvelle-Aquitaine miền trung Pháp. Xã này nằm ở khu vực có độ cao trung bình 443 mét trên mực nước biển.

## Địa lý
Xã này nằm bên bờ sông Thaurion, cự ly 12 dặm (19 km) về phía nam Guéret, tại giao lộ các tuyến đường D13, D10, D940 và D941.

## Dân số
| 1962                                                        | 1968 | 1975 | 1982 | 1990 | 1999 | 2005 |
| ----------------------------------------------------------- | ---- | ---- | ---- | ---- | ---- | ---- |
| 418                                                         | 419  | 388  | 374  | 350  | 379  | 389  |
| Số liệu điều tra dân số từ năm 1962 Dân số chỉ tính một lần |      |      |      |      |      |      |

## Địa điểm nổi bật
- Nhà thờ St.Blaise, từ thế kỷ 13.
- Lâu đài thế kỷ 15.
- Bảo tàng Maurice Lecante.